# Windows 11
O Windows 11 é a versão principal atual do sistema operacional Windows NT da Microsoft, lançado em 5 de outubro de 2021, como sucessor do Windows 10 (2015). Ele está disponível como uma atualização gratuita para dispositivos com Windows 10 que atendem aos requisitos de sistema. A contraparte Windows Server, o Server 2025, foi lançada em 2024. O Windows 11 é a primeira versão principal do Windows sem uma edição móvel correspondente, após a descontinuação do Windows 10 Mobile.
O Windows 11 introduziu um Windows Shell redesenhado, influenciado por elementos do projeto cancelado Windows 10X, incluindo um menu Iniciar centralizado, um painel "Widgets" separado que substitui os live tiles, e novos recursos de gerenciamento de janelas. Ele também incorpora tecnologias de jogos do Xbox Series X e Series S, como o Auto HDR e o DirectStorage em hardware compatível. O Microsoft Edge, baseado em Chromium, continua sendo o navegador padrão, substituindo o Internet Explorer, enquanto o Microsoft Teams é integrado à interface. A Microsoft também expandiu o suporte para aplicativos de terceiros na Microsoft Store, incluindo compatibilidade limitada com aplicativos Android através de uma parceria com a Amazon Appstore.
O Windows 11 introduziu requisitos de sistema significativamente mais altos do que as atualizações de sistema operacional típicas, o que a Microsoft atribuiu a considerações de segurança. O sistema operacional exige recursos como UEFI, Secure Boot e Trusted Platform Module (TPM) versão 2.0. O suporte oficial é limitado a dispositivos com um processador Intel Core de oitava geração ou mais recente, um processador AMD Ryzen de segunda geração ou mais recente, ou um Qualcomm Snapdragon 850 ou um sistema em chip posterior. Essas restrições excluem um número substancial de sistemas, provocando críticas de usuários e da mídia. Embora a instalação em hardware não suportado seja tecnicamente possível, a Microsoft não garante acesso a atualizações ou suporte. O Windows 11 também encerra o suporte para todos os processadores de 32 bits, funcionando apenas em arquiteturas x86-64 e ARM64.
O Windows 11 recebeu críticas mistas após seu lançamento. A discussão antes do lançamento se concentrou em seus requisitos de hardware aumentados, com debate sobre se essas mudanças foram motivadas principalmente por melhorias de segurança ou para incentivar os usuários a comprar dispositivos mais recentes. O sistema operacional foi geralmente elogiado por seu design visual atualizado, gerenciamento de janelas aprimorado e recursos de segurança melhorados. No entanto, os críticos apontaram para mudanças na interface do usuário, como limitações na personalização da barra de tarefas e dificuldades em alterar aplicativos padrão, como retrocessos em relação ao Windows 10. Em junho de 2025, o Windows 11 ultrapassou o Windows 10 como a versão mais popular do Windows em todo o mundo. Em agosto de 2025, o Windows 11 é a versão mais usada do Windows, respondendo por 53% da participação de mercado global, enquanto seu antecessor, Windows 10, detém 43%. O Windows 11 é o sistema operacional de PC tradicional mais usado, com uma participação de 38% dos usuários.

## Desenvolvimento
Na conferência Ignite de 2015, o funcionário da Microsoft Jerry Nixon afirmou que o Windows 10 seria a "última versão do Windows". O sistema operacional era considerado um serviço, com novas compilações e atualizações sendo lançadas ao longo do tempo. A revista PC World, no entanto, argumentou que o comentário amplamente divulgado foi tirado de contexto, observando que a transcrição oficial do evento o marca apenas como uma transição, e não como parte central da conversa. A revista defende que Nixon se referia ao fato de que poderia falar livremente no evento, pois o 10 era a última versão em desenvolvimento na época.
Em outubro de 2019, a Microsoft anunciou o "Windows 10X", uma futura edição do Windows 10 projetada exclusivamente para dispositivos de tela dupla, como o então futuro Surface Neo. Ele apresentava uma interface de usuário modificada, projetada em torno de "posturas" sensíveis ao contexto para diferentes configurações de tela e cenários de uso, e mudanças como uma barra de tarefas centralizada e um menu Iniciar atualizado sem os "live tiles" do Windows 10. Os aplicativos legados do Windows também seriam obrigados a rodar em "contêineres" para garantir otimização de desempenho e energia. A Microsoft afirmou que planejava lançar dispositivos com Windows 10X até o final de 2020.
Em maio de 2020, durante a pandemia de COVID-19, Panos Panay, diretor de produto da Microsoft para Windows e Microsoft Office, declarou que "à medida que continuamos a colocar as necessidades dos clientes em primeiro lugar, precisamos nos concentrar em atender os clientes onde eles estão agora", e anunciou que o Windows 10X seria lançado apenas em dispositivos de tela única a princípio, e que a Microsoft "continuaria a procurar o momento certo, em conjunto com nossos parceiros OEM, para trazer dispositivos de tela dupla ao mercado".
Em outubro de 2020, surgiram relatos de que a Microsoft estava trabalhando em uma atualização da interface do usuário para o Windows 10, codinome "Sun Valley", programada para ser incluída em uma atualização de recursos do final de 2021, codinome "Cobalt". A documentação interna afirmava que o objetivo para "Sun Valley" era "revigorar" a interface do usuário do Windows e torná-la mais "fluida", com uma aplicação mais consistente do WinUI, enquanto os relatórios sugeriam que a Microsoft planejava adaptar elementos da interface vistos no Windows 10X. Em janeiro de 2021, foi relatado que uma oferta de emprego que se referia a um "rejuvenescimento visual abrangente do Windows" havia sido postada pela Microsoft.
Em dezembro de 2020, a Microsoft começou a implementar e anunciar algumas dessas mudanças visuais e outros novos recursos nas versões de pré-visualização do Windows 10 Insider, como novos ícones de sistema (que também incluíam a substituição de recursos de shell que datavam do Windows 95), melhorias no visualizador de tarefas para permitir a mudança do papel de parede em cada desktop virtual, emulação x86-64 no ARM e a adição do recurso Auto HDR do Xbox Series X.
Em 18 de maio de 2021, o chefe de Manutenção e Entrega do Windows, John Cable, declarou que o Windows 10X havia sido cancelado e que a Microsoft estaria "acelerando a integração da tecnologia fundamental do 10X em outras partes do Windows e produtos da empresa".

### Anúncio
Na conferência de desenvolvedores Microsoft Build 2021, o CEO e presidente Satya Nadella deu a entender a existência da próxima geração do Windows durante seu discurso principal. Segundo Nadella, ele mesmo já estava usando o sistema há vários meses. Ele também adiantou que um anúncio oficial viria muito em breve.
Apenas uma semana após o discurso de Nadella, a Microsoft começou a enviar convites para um evento dedicado ao Windows, que ocorreria às 11 horas da manhã ETZ de 24 de junho de 2021. A Microsoft também postou um vídeo de 11 minutos com sons de inicialização do Windows no YouTube em 10 de junho de 2021, o que fez muitos especularem que tanto o horário do evento da Microsoft quanto a duração do vídeo eram uma referência ao nome do sistema operacional: Windows 11.
Em 24 de junho de 2021, o Windows 11 foi oficialmente anunciado em um evento virtual apresentado pelo Diretor de Produto Panos Panay. De acordo com Nadella, o Windows 11 é "uma reimaginação do sistema operacional". Mais detalhes para desenvolvedores, como atualizações para a Microsoft Store, o novo Windows App SDK (codinome "Project Reunion"), novas diretrizes de Fluent Design e outras novidades, foram discutidos em outro evento focado em desenvolvedores no mesmo dia.

### Lançamento e Divulgação
O nome Windows 11 foi acidentalmente divulgado em um documento oficial de suporte da Microsoft em junho de 2021. Imagens vazadas de uma suposta versão beta do desktop do Windows 11 surgiram online em 15 de junho de 2021, seguidas pelo vazamento da própria versão no mesmo dia. As capturas de tela e a versão vazada mostravam uma interface semelhante à do cancelado Windows 10X, junto com uma experiência fora da caixa (OOBE) redesenhada e a nova marca Windows 11. A Microsoft mais tarde confirmaria a autenticidade da versão beta vazada, com Panay afirmando que era uma "versão estranha e inicial".
No evento para a mídia em 24 de junho, a Microsoft também anunciou que o Windows 11 seria lançado no "Fim de 2021". Seu lançamento seria acompanhado por uma atualização gratuita para dispositivos compatíveis com o Windows 10 através do Windows Update. Em 28 de junho, a Microsoft anunciou o lançamento da primeira versão de pré-visualização e do SDK do Windows 11 para os Windows Insiders.
Em 31 de agosto de 2021, a Microsoft anunciou que o Windows 11 seria lançado em 5 de outubro de 2021. O lançamento seria gradual, com os dispositivos elegíveis mais recentes recebendo a atualização primeiro. Como seu antecessor, o Windows 10, foi lançado em 29 de julho de 2015, mais de seis anos antes, este é o intervalo de tempo mais longo entre lançamentos sucessivos de sistemas operacionais Microsoft Windows, superando o tempo entre o Windows XP (lançado em 25 de outubro de 2001) e o Windows Vista (lançado em 30 de janeiro de 2007).
O primeiro comercial de televisão do Windows 11 estreou durante o NFL Kickoff Game de 2021 em 9 de setembro de 2021; o objetivo era mostrar uma "sensação de imersão e fluidez", com imagens dos recursos do sistema operacional e do jogo Halo Infinite da Xbox Game Studios. Outras campanhas promocionais no dia do lançamento incluíram o Burj Khalifa em Dubai sendo iluminado com a imagem do logotipo do Windows 11 e o papel de parede padrão "Bloom" (criado pelo estúdio de arte Six N. Five, de Barcelona), e as sorveterias Mikey Likes It em Nova York distribuindo potes gratuitos do sorvete "Bloomberry".
Embora um documento de suporte tenha listado 4 de outubro de 2021 como a data de lançamento inicial, a Microsoft lançou oficialmente o Windows 11 em 5 de outubro de 2021, como uma atualização opcional e no local, através do aplicativo Assistente de Instalação do Windows 11 (que pode realizar a atualização, ou gerar uma imagem ISO ou mídia de instalação USB), ou via Windows Update em um lançamento gradual; a Microsoft previu que o Windows 11 estaria disponível via Windows Update para todos os dispositivos elegíveis até meados de 2022. Novas instalações do Windows 10 em hardware elegível podem apresentar uma opção para atualização durante o OOBE. Cópias de varejo do Windows 11 (consistindo em uma chave de licença e um pendrive USB) foram lançadas em 9 de maio de 2022, e licenças digitais tornaram-se disponíveis via Microsoft Store em 28 de julho de 2022. Em 20 de setembro de 2023, cerca de dois anos após a data de lançamento do Windows 11, a Microsoft anunciou que os usuários não poderiam mais usar chaves de produto do Windows 7 ou Windows 8/8.1 para ativar o Windows 10/11. No entanto, em 2024, existem alguns relatos de que elas ainda funcionam, sob certas condições.

## Características

### Novo logotipo
Após 35 anos quando o Windows 1.0 foi lançado, o logotipo do Windows 11 deixa de ser assimétrico e distorcido, adotando um visual quadrado similar ao utilizado pela Microsoft desde 2012, mas com cor única em tom de azul-escuro.

Logotipo do Windows 10

Logotipo do Windows 11

### Interface do usuário e design
O Windows 11 apresenta uma interface de usuário atualizada que segue as diretrizes do Design Fluente da Microsoft; translucidez, sombras e cantos arredondados prevalecem em todo o sistema. Um Menu Iniciar centralizado e redesenhado é usado, o que elimina os blocos do lado direito. A Barra de Tarefas também é simplificada, e ícones como o botão Iniciar e os aplicativos fixados pelo usuário são centralizados por padrão. Visão de Tarefas, um recurso introduzido no Windows 10, apresenta um design atualizado. Outras mudanças no sistema incluem novos ícones e sons. Grande parte da interface e do menu iniciar tem uma forte inspiração no cancelado Windows 10X.

### Widgets
O Windows 11 inclui um painel de Widgets que pode ser acessado clicando no botão localizado na barra de tarefas. Os Widgets exibem notícias, esportes, previsão do tempo, etc. Na versão de desenvolvedor vazada, os Widgets não podem ser arrastados ou reorganizados e o acesso ao painel de Widgets requer o login com uma conta da Microsoft. A função substitui as notícias e interesses na barra de tarefas que apareceram em versões posteriores do Windows 10.

## Recepções

### Pré-lançamento
A recepção do Windows 11 após sua revelação foi positiva, com os críticos elogiando o novo design e recursos de produtividade. No entanto, a Microsoft foi criticada por criar confusão involuntariamente sobre os requisitos mínimos do sistema para o Windows 11. Os requisitos mínimos de sistema aumentados em comparação com os do Windows 10 podiam ver até 60 por cento dos computadores com ele incapazes de atualizar para o Windows 11. A edição Home do Windows 11 também recebeu críticas pela obrigatoriedade de uma conta Microsoft assim como em seu antecessor e a exigência de conexão à Internet, necessária para a conclusão da configuração inicial.

## Versões e suporte
| 21H2                                                                                        | Atualização 2021 | 22000 | 5 de outubro de 2021              | 10 de outubro de 2023  | 8 de outubro de 2024   |  |
| 22H2                                                                                        | Atualização 2022 | 22621 | 20 de setembro de 2022            | 8 de outubro de 2024   | 14 de outubro de 2025  |  |
| 23H2                                                                                        | Atualização 2023 | 22631 | 31 de outubro de 2023             | 11 de novembro de 2025 | 10 de novembro de 2026 |  |
| 24H2                                                                                        | Atualização 2024 | 26100 | 1 de outubro de 2024              | 13 de outubro de 2026  | 12 de outubro de 2027  |  |
| 25H2                                                                                        | ASA              | 26200 | Entre setembro e dezembro de 2025 | ASA                    | ASA                    |  |
| Legenda: Versão antiga, não suportada Versão antiga, ainda com suporte Versão estável atual |                  |       |                                   |                        |                        |  |
| Notas: 1. 2. 3.                                                                             |                  |       |                                   |                        |                        |  |

### Atualização 2022 do Windows 11
Em 20 de setembro de 2022, a primeira grande atualização do Windows 11 foi lançada (conhecida também como 22H2), foi desenvolvida através da base do código "Nickel". Entre as novidades mais notáveis, estão a reformulação visual do Gerenciador de Tarefas, a volta do recurso "Arrastar e Soltar" e a possibilidade de criação de pastas de aplicativos no Menu Iniciar.

### Atualização 2023 do Windows 11
Em 31 de outubro de 2023, a Microsoft lançou a atualização de 2023 para Windows 11 (conhecida como também 23H2), desenvolvido através da base de código "Nickel", assim como sua atualização anterior, a atualização entrega para mais usuários do SO o Copilot, e todas as outras novidades de Inteligência Artificial (IA).
Além disso, o Windows 11 23H2 traz novos recursos como a padronização do Teams como o app oficial de Chat. A versão gratuita do programa — que está disponível para todos os computadores — agora está fixada na barra de tarefas e permite conversar, fazer chamadas e criar grupos para se comunicar com família e amigos.

### Atualização 2024 do Windows 11
Em 1 de outubro de 2024, Pavan Davuluri anunciou a mais recente inovação para PCs Copilot+ e a disponibilidade da Atualização do Windows 11 2024, também conhecida como Windows 11, versão 24H2. Esta atualização é uma troca completa de sistema operacional (SO) que contém novos elementos fundamentais necessários para proporcionar experiências de IA transformadoras e desempenho excepcional. Possui novos recursos como economia de bateria aprimorada; áudio Bluetooth LE; suporte a HDR em segundo plano e suporte para Wi-Fi 7.

## Requisitos de sistema
Os requisitos básicos de sistema do Windows 11 são semelhantes aos do Windows 10. No entanto, o Windows 11 só oferece suporte a sistemas de 64 bits, como aqueles que usam processadores AMD64 ou ARM64. O Windows 11 também requer pelo menos 4 GB de RAM e 64 GB de armazenamento. O modo S está disponível apenas para a edição Home. Apenas processadores Intel Core da 8ª geração (com exceção de alguns processadores da 7ª geração) e posteriores, AMD Zen + (Com exceção da revisão "AF" de 1ª geração da Ryzen) e posteriores, e Qualcomm Snapdragon 850 e posteriores são oficialmente suportados.
A BIOS Legacy não é mais compatível. Agora é necessário um sistema UEFI com inicialização segura (Secure Boot) e um coprocessador de segurança TPM 2.0. O requisito de TPM em particular gerou confusão, já que muitas placas-mãe não têm suporte a TPM exigem um módulo TPM compatível para ser fisicamente instalado na placa-mãe ou têm TPM embutido no firmware da CPU ou nível de hardware, que é desabilitado por padrão e requer alteração das configurações UEFI do computador para ser habilitado.
Os fabricantes de equipamentos originais ainda podem enviar computadores sem o coprocessador TPM 2.0, mediante aprovação da Microsoft. O Windows 11 pode ser instalado na BIOS Legacy ou sem inicialização segura ou TPM 2.0 editando a mídia de instalação.
| Componente                                   | Mínimo |
| -------------------------------------------- | --- |
| Processador                                  | Um processador de 64 bits compatível (x86-64 ou ARM64) com pelo menos 1 GHz de clock e pelo menos 2 núcleos |
| Memória (RAM)                                | 4 GB ou mais |
| Espaço de armazenamento                      | 64 GB ou mais |
| Firmware do sistema                          | UEFI |
| Segurança                                    | Inicialização segura (Secure Boot), habilitada por padrão |
| Segurança                                    | Trusted Platform Module (TPM) versão 2.0 |
| Placa de vídeo                               | Compatível com DirectX 12 ou posterior com driver WDDM 2.0 |
| Exibição                                     | Tela de alta definição (720p) maior que 9 polegadas diagonalmente, e com 8 bits por canal de cor |
| Conexão com a Internet e contas da Microsoft | Necessária uma conexão com a Internet e uma conta da Microsoft para concluir a configuração inicial do Windows 11 Home, e a partir da Atualização 2022, também necessárias para a configuração inicial do Windows 11 Pro. |

| Recurso                                 | Requisitos |
| --------------------------------------- | --- |
| Suporte ao 5G                           | Modem compatível com 5G |
| Auto HDR                                | Monitor compatível com HDR |
| Autenticação biométrica e Windows Hello | Câmera infravermelha iluminada ou leitor de impressão digital                                                                          |
| BitLocker to Go                         | Unidade flash USB (disponível no Windows 11 Pro e edições superiores)                                                                  |
| Hyper-V                                 | Tradução de Endereços de Segundo Nível (SLAT)                                                                                          |
| DirectStorage                           | Unidade de estado sólido NVMe com pelo menos 1 terabyte de armazenamento e uma placa de vídeo DirectX 12 Ultimate com Shader Model 6.0 |
| DirectX 12 Ultimate                     | Disponível em jogos e placas gráficas compatíveis                                                                                      |
| Som espacial                            | Suporte a hardware e software para efeitos de áudio 3D                                                                                 |
| Autenticação de dois fatores            | Uso de PIN, autenticação biométrica ou telefone com recursos de Wi-Fi ou Bluetooth                                                     |
| Reconhecimento de fala                  | Microfone |
| Suporte para Wi-Fi 6E                   | Novo hardware e driver WLAN IHV, AP/roteador compatível com Wi-Fi 6E                                                                   |
| Projeção do Windows                     | Adaptador Wi-Fi compatível com Wi-Fi Direct, WDDM 2.0                                                                                  |